# Возач (филм из 2017)
Возач (енгл. Baby Driver) је америчка акциона комедија из 2017. године редитеља и сценаристе Едгара Рајта. Продуценти филма су Нира Парк, Тим Биван и Ерик Фелнер. Музику је компоновао Стивен Прајс.
Глумачку екипу чине Ансел Елгорт, Кевин Спејси, Лили Џејмс, Еиза Гонзалес, Џон Хам, Џејми Фокс и Џон Бернтал. Светска премијера филма је била одржана 28. јуна 2017. у Сједињеним Америчким Државама.
Буџет филма је износио 34 000 000 долара, а зарада од филма је 220 600 000 долара.

## Радња
Млади и талентовани возач аутомобила који служе за бег након пљачке ослања се на ритам музике коју нон-стоп слуша како би био најбољи у ономе што ради. Међутим, када упозна девојку својих снова (Лили Џејмс), Бејби (Ансел Елгорт) у новом познанству види прилику за бег од криминала. Ипак, након што га мафијаш (Кевин Спејси) присили да ради за њега, Бејби мора да се суочи са стварношћу – пљачком унапред осуђеном на пропаст која ће да запрети његовом животу, љубави и слободи.

## Улоге
| Глумац        | Улога           |
| ------------- | --------------- |
| Ансел Елгорт  | Бејби           |
| Кевин Спејси  | Док             |
| Лили Џејмс    | Дебора          |
| Еиза Гонзалес | Моника Кастељо  |
| Џон Хам       | Џејсон Ван Хорн |
| Џејми Фокс    | Леон Џеферсон   |
| Џон Бернтал   | Гриф            |